# گالینا گریگوریوا
گالینا گریگوریوا (انگلیسی: Galina Grigorjeva؛ زادهٔ ۲ دسامبر ۱۹۶۲) آهنگساز اهل استونی است.